# Il passato di Shoko
Il passato di Shoko (火車?, Kasha, lett. "Carro di fuoco") è un romanzo di Miyuki Miyabe, pubblicato nel 1992 dalla Futabasha.
L'opera ha avuto un grande successo di critica e di pubblico, ed è stata inserita all'interno della celebre lista Tozai Mystery Best 100, comprendente i cento migliori libri di genere giallo e thriller, oltre che pubblicata in numerose lingue, tra cui: inglese (All She Was Worth, 1996); francese (Une carte pour l'enfer, 2001); italiano (Il passato di Shoko, 2008). Dal romanzo è stato tratto anche un film per il cinema, Hwacha, distribuito a partire dal 2012.

## Trama
Shunsuke Honma è un investigatore di quarantadue anni che ha preso, in seguito a un incidente durante la cattura di un criminale, una pausa dal lavoro. Un giorno viene contattato dal figlio di una sua cugina, che non vedeva da anni, Kazuya Kurisaka, il quale gli chiede di indagare sulla scomparsa della donna che stava per sposare, Shoko Sekine. Honma tuttavia scopre che in realtà la giovane non era chi voleva far credere, e che anzi aveva con un astuto piano ucciso e rubato l'identità alla reale Shoko.
La pellicola e il romanzo presentano alcune fondamentali differenze, tra cui la figura di Kazuya Kurisaka (trasposta nel film come Jang Mun-ho): nel libro compare solo nei capitoli iniziali e, dopo essere rimasto sconvolto dalle rivelazioni di Honma, si allontana da quest'ultimo in malomodo; nel film invece ha un ruolo di primo piano anche nella risoluzione del mistero che riguarda Shoko. La seconda differenza riguarda al finale: nella pellicola, Shoko (trasposta come Kang Seon-yeong), senza più alcuna via di fuga, sceglie il suicidio; al contrario, il finale del libro è aperto: il passato della giovane è stato ricostruito e di conseguenza sarà quasi sicuramente arrestata, tuttavia la narrazione si interrompe prima che Tamotsu (amico della reale Shoko) e Honma abbiano modo di poter parlare con lei.

## Edizioni
- Miyuki Miyabe, Il passato di Shoko, traduzione di Vanessa Zuccoli, Fanucci, 2008,  p. 378.

| Controllo di autorità | J9U (EN, HE) 987012838466605171 |